# Jeremy Brockie
Jeremy Russell Brockie (Christchurch, 7 ottobre 1987) è un ex calciatore neozelandese, di ruolo attaccante.

## Carriera

### Nazionale
È stato titolare nella squadra selezionata per le Giochi Olimpici di Pechino del 2008 e ha segnato la prima rete del torneo per la sua squadra nella partita d'esordio contro la rappresentativa cinese.

## Palmares

### Nazionale
- Coppa d'Oceania: 1

2016